# Nicolás Giacobone
Nicolás Giacobone é um roteirista argentino. Venceu o Oscar de melhor roteiro original na edição de 2015 pelo trabalho na obra Birdman or (The Unexpected Virtue of Ignorance), ao lado de Alejandro González Iñárritu, Alexander Dinelaris Jr. e Armando Bó. Ele escreveu o livro de contos Algún Cristo (2001) e o livro The Crossed-Out Notebook (2018). Seu último roteiro foi para o filme John and the Hole, que fez parte da seleção oficial dos festivais de Cannes 2020 e Sundance 2021.

## Vida pessoal
Seu avô materno foi o cineasta Armando Bó, seu tio é o ator Víctor Bó e seu primo é o colega roteirista Armando Bó, com quem ganhou o Oscar.

## Prêmios e indicações
- Venceu: Oscar de melhor roteiro original - Birdman or (The Unexpected Virtue of Ignorance) (2014)